# Leopold Island
Leopold Island – niezamieszkana wyspa na Morzu Labradorskim, w Archipelagu Arktycznym, w regionie Qikiqtaaluk, na terytorium Nunavut, w Kanadzie. W pobliżu Leopold Island znajdują się wyspy: Saxe-Coburg Island (12,1 km) i Ilikok Island (37,4 km).